# The Sting (album Wu-Tang Clanu)
Wu-Tang Killa Beez: The Sting – album zespołu Wu-Tang Clan i grupy artystów współpracujących z nim, znanych jako Wu-Tang Killa Bees.

## Lista utworów
| #  | Tytuł                            | Wykonanie                                                                         |
| -- | -------------------------------- | --------------------------------------------------------------------------------- |
| 1  | "Intro"                          |                                                                                   |
| 2  | "Killa Beez"                     | RZA, U-God, Inspectah Deck, Suga Bang Bang, Blue Raspberry                        |
| 3  | "Out Think Me Now"               | Solomon Childs                                                                    |
| 4  | "Bar Mitzvah"                    | Black Knights                                                                     |
| 5  | "Doe Rae Wu"                     | RZA, Ol' Dirty Bastard                                                            |
| 6  | "Bluntz, Martinez, Girlz & Gunz" | Warcloud                                                                          |
| 7  | "Dancing With Wolves"            | Killarmy, Prodigal Sunn                                                           |
| 8  | "Spend Money"                    | Lord Superb, Intrigue                                                             |
| 9  | "Take Up Space"                  | Lord Superb, Solomon Childs                                                       |
| 10 | "Rollin'"                        | Black Knights, RZA                                                                |
| 11 | "Get At Me"                      | Two On Da Road, Black Knights, Shyheim                                            |
| 12 | "Spit That G"                    | Cappadonna, Solomon Childs, 12 O'Clock, Suga Bang Bang, Prodigal Sunn, Timbo King |
| 13 | "Woodchuck"                      | Warcloud,Crisis, Timbo King, Meko the Pharaoh, Cilvaringz                         |
| 14 | "G.A.T."                         | Black Knights, Northstar, Solomon Childs, Shyheim                                 |
| 15 | "Hatin' Don't Pay"               | C.C.F. Division, P.C.                                                             |
| 16 | "When You Come Home"             | Shyheim                                                                           |
| 17 | "K.B. Ridin"                     | RZA, Ghostface Killah, Method Man, Prodigal Sunn, ShaCronz, Suga Bang Bang        |

## Lista utworów limitowana edycja
| # | Tytuł                |
| - | -------------------- |
| 1 | "Odyssey"            |
| 2 | "Thirsty (Skit)"     |
| 3 | "Digi-Electronics"   |
| 4 | "Billy"              |
| 5 | "Rza Beat"           |
| 6 | "La Rhumba (Re-Mix)" |